# Ligue 2 2023-24
La Ligue 2 2023-24 fue la octogésima quinta edición de la segunda máxima competición futbolística de Francia.
Un total de 20 equipos participaron en la competición, incluyendo 14 equipos de la temporada anterior, 4 provenientes de la Ligue 1 2022-23 y 2 provenientes de la Championnat National 2022-23.

## Relevos
U. S. Concarneau (ascendida por primera vez en la historia a partir de esta temporada) y U. S. L. Dunkerque (ascendida de vuelta tras dos años de ausencia). Sustituye al Dijon F. C. O. y Nîmes Olympique (ambos descendidos tras dos años en segunda división) y Niort (descenso tras once años en la segunda división). Posteriormente, F. C. Sochaux (descendió administrativamente después de nueve años en segunda división) y sustituido por Annecy F. C. originalmente relegado a Nacional.
| Pos. | Ascendidos a Ligue 1 |
| ---- | -------------------- |
| 1.º  | Le Havre A. C.       |
| 2.º  | FC Metz              |

| Pos. | Descendidos a Championnat National |
| ---- | ---------------------------------- |
| 9.º  | F. C. Sochaux                      |
| 18.º | Dijon FCO                          |
| 19.º | Nîmes Olympique                    |
| 20.º | Niort FC                           |

| Pos. | Ascendidos de Championnat National |
| ---- | ---------------------------------- |
| 1.º  | Union Concarneau                   |
| 2.º  | Union Dunkerque                    |

| Pos. | Descendidos de Ligue 1 |
| ---- | ---------------------- |
| 17.º | AJ Auxerre             |
| 18.º | Athletic Ajaccio       |
| 19.º | ES Troyes              |
| 20.º | Angers SCO             |

## Información
| Equipo               | Ciudad            | Entrenador           | Capitán            | Estadio                                  | Capacidad     | Proveedor      | Patrocinador (Pecho) | Patrocinador (Manga)    |
| -------------------- | ----------------- | -------------------- | ------------------ | ---------------------------------------- | ------------- | -------------- | -------------------- | ----------------------- |
| A. C. Ajaccio        | Ajaccio           | Olivier Pantaloni    | Thomas Mangani     | Estadio François-Coty                    | 10 446        | Adidas         | LMM                  | Gamm Vert               |
| Amiens S. C.         | Amiens            | Omar Daf             | Régis Gurtner      | Estadio de la Licorne                    | 12 097        | Puma           | Intersport           | Igol Lubrifiants        |
| Angers S. C. O.      | Angers            | Alexandre Dujeux     | Pierrick Capelle   | Stade Jean-Bouin                         | 18 752        | Kappa          | Groupe Actual        | Open Energie            |
| Annecy F. C.         | Annecy            | Laurent Guyot        | Ahmed Kashi        | Parc des Sports                          | 15 660        | Adidas         | MSC Cruceros         |                         |
| A. J. Auxerre        | Auxerre           | Christophe Pélissier | Jubal Rocha        | Estadio de l'Abbé-Deschamps              | 21 379        | Macron         | Acadomia             | LCR                     |
| U. S. Concarneau     | Concarneau        | Stéphane Le Mignan   | Guillaume Jannez   | Estadio Francis-Le Blé Stade du Moustoir | 15 931 18 110 | Hummel         | Guyot Enviroment     | Charnel                 |
| U. S. L. Dunkerque   | Dunkerque         | Luís Castro          | Opa Sangante       | Stade Marcel-Tribut                      | 4 933         | Adidas         | Intersport           |                         |
| E. A. Guingamp       | Guingamp          | Stéphane Dumont      | Enzo Basilio       | Stade du Roudourou                       | 18 378        | Umbro          | Celtigel             | Jardiman                |
| E. S. Troyes         | Troyes            | David Guion          | Xavier Chavalerin  | Stade de l'Aube                          | 21 684        | Le Coq Sportif | Winamax              | Sinfín                  |
| Girondins de Burdeos | Burdeos           | Albert Riera Ortega  | Yoann Barbet       | Estadio Matmut Atlantique                | 42 115        | Adidas         | Crédit Mutuel        | MAT IN BAT              |
| Grenoble Foot        | Grenoble          | Vincent Hognon       | Brice Maubleu      | Stade des Alpes                          | 20 068        | Nike           | Vinci                | SEMPA                   |
| París F. C.          | París             | Stéphane Gilli       | Cyril Mandouki     | Estadio Charléty                         | 19 151        | Adidas         | Bahrain Victorious   | Vinci                   |
| Pau F. C.            | Pau               | Nicolas Usaï         | Antoine Batisse    | Stade de Pau                             | 4 031         | Puma           | Mansion Sports       | Arobase Intérim         |
| Rodez A. F.          | Rodez             | Didier Santini       | Bradley Danger     | Stade Paul-Lignon                        | 5 955         | Adidas         | Maxoutil             | JeanStation             |
| A. S. Saint-Étienne  | Saint-Étienne     | Olivier Dall'Oglio   | Anthony Briançon   | Estadio Geoffroy-Guichard                | 42 000        | Hummel         | Smart Good Things    | Saint-Étienne Métropole |
| S. C. Bastia         | Bastia            | Régis Brouard        | Christophe Vincent | Estadio de Furiani                       | 16 078        | Adidas         | Oscaro Power         | Payfoot                 |
| S. M. Caen           | Caen              | Nicolas Seube        | Romain Thomas      | Estadio Michel d'Ornano                  | 21 215        | Kappa          | Starwash             | Imprimerie NII          |
| Stade Laval          | Laval             | Olivier Frapolli     | Jimmy Roye         | Stade Francis Le Basser                  | 18 607        | Kappa          | Lactel               | V and B Cave & Bar      |
| U. S. Quevilly       | Le Petit-Quevilly | Olivier Echouafni    | Alexandre Bonnet   | Stade Robert Diochon                     | 12 018        | Hummel         | Matmut               | Maisons France Confort  |
| Valenciennes F. C.   | Valenciennes      | Ahmed Kantari        | Joffrey Cuffaut    | Estadio de Hainaut                       | 25 172        | Acerbis        | F&VL                 | TSR                     |

1. ↑  Dado que el Stade Guy Piriou no es adecuado para las regulaciones de la Ligue 2, U. S. Concarneau jugará tanto en el Estadio Francis-Le Blé en Brest como en el Stade du Moustoir en Lorient

### Cambios de entrenadores
| Equipo               | Entrenador (Jornadas)                    | Fecha de vacante         | Tipo de salida     | Posición en la tabla | Entrenador entrante              | Fecha de nombramiento    |
| -------------------- | ---------------------------------------- | ------------------------ | ------------------ | -------------------- | -------------------------------- | ------------------------ |
| S. M. Caen           | Stéphane Moulin                          | 2 de junio de 2023       |                    | Pretemporada         | Jean-Marc Furlan                 | 14 de junio de 2023      |
| París F. C.          | Thierry Laurey                           | 3 de junio de 2023       | Stéphane Gilli     | Pretemporada         | 3 de junio de 2023               |                          |
| Pau F. C.            | Didier Tholot                            | 9 de junio de 2023       | Despedido          | Pretemporada         | Nicolas Usaï                     | 20 de junio de 2023      |
| Amiens S. C.         | Patrice Descamps                         | 13 de junio de 2023      | Fin de interinidad | Pretemporada         | Omar Daf                         | 13 de junio de 2023      |
| Valenciennes F. C.   | Ahmed Kantari                            | 5 de julio de 2023       | Fin de interinidad | Pretemporada         | Jorge Maciel                     | 5 de julio de 2023       |
| U. S. L. Dunkerque   | Mathieu Chabert (1–7)                    | 24 de septiembre de 2023 | Despedido          | 17.º                 | Benjamin Rytlewski Richard Goyet | 24 de septiembre de 2023 |
| U. S. L. Dunkerque   | Benjamin Rytlewski (8) Richard Goyet (8) | 27 de septiembre de 2023 | Fin de interinidad | 17.º                 | Luís Castro                      | 27 de septiembre de 2023 |
| Girondins de Burdeos | David Guion (1–10)                       | 7 de octubre de 2023     | Despedido          | 13.º                 | Albert Riera Ortega              | 11 de octubre de 2023    |
| S. M. Caen           | Jean-Marc Furlan (1–13)                  | 7 de noviembre de 2023   |                    | 12.º                 | Patrice Sauvaget                 | 9 de noviembre de 2023   |

## Desarrollo

### Clasificación
| Pos. | Equipo                   | Pts. | PJ | G  | E  | P  | GF | GC | Dif. | Clasificación 2024-25              |
| ---- | ------------------------ | ---- | -- | -- | -- | -- | -- | -- | ---- | ---------------------------------- |
| 1    | A. J. Auxerre (A, C)     | 74   | 38 | 21 | 11 | 6  | 72 | 36 | +36  | Ascenso a la Ligue 1               |
| 2    | Angers S. C. O. (A)      | 68   | 38 | 20 | 8  | 10 | 56 | 42 | +14  | Ascenso a la Ligue 1               |
| 3    | A. S. Saint-Étienne (A)  | 65   | 38 | 19 | 8  | 11 | 47 | 31 | +16  | Play-offs para la Ligue 1          |
| 4    | Rodez A. F.              | 60   | 38 | 16 | 12 | 10 | 62 | 51 | +11  | Play-offs para la Ligue 1          |
| 5    | París F. C.              | 59   | 38 | 16 | 11 | 11 | 49 | 42 | +7   | Play-offs para la Ligue 1          |
| 6    | Stade Caen               | 58   | 38 | 17 | 7  | 14 | 51 | 45 | +6   |                                    |
| 7    | Stade Laval              | 55   | 38 | 15 | 10 | 13 | 40 | 45 | −5   |                                    |
| 8    | Amiens S. C.             | 53   | 38 | 12 | 17 | 9  | 36 | 36 | 0    |                                    |
| 9    | En Avant Guingamp        | 51   | 38 | 13 | 12 | 13 | 44 | 40 | +4   |                                    |
| 10   | Pau F. C.                | 51   | 38 | 13 | 12 | 13 | 60 | 57 | +3   |                                    |
| 11   | Grenoble Foot            | 51   | 38 | 13 | 12 | 13 | 43 | 44 | −1   |                                    |
| 12   | Girondins de Burdeos (D) | 50   | 38 | 14 | 9  | 15 | 50 | 52 | −2   | Descenso a la Championnat National |
| 13   | Sporting Bastia          | 50   | 38 | 14 | 9  | 15 | 44 | 48 | −4   |                                    |
| 14   | Annecy F. C.             | 46   | 38 | 12 | 10 | 16 | 49 | 50 | −1   |                                    |
| 15   | Athletic Ajaccio         | 46   | 38 | 12 | 10 | 16 | 35 | 46 | −11  |                                    |
| 16   | Union Dunkerque          | 46   | 38 | 12 | 10 | 16 | 36 | 52 | −16  |                                    |
| 17   | Espérance Troyes         | 41   | 37 | 9  | 14 | 14 | 42 | 49 | −7   |                                    |
| 18   | Union Quevilly (D)       | 38   | 38 | 7  | 17 | 14 | 51 | 55 | −4   | Descenso a la Championnat National |
| 19   | Union Concarneau (D)     | 38   | 38 | 10 | 8  | 20 | 39 | 57 | −18  | Descenso a la Championnat National |
| 20   | Valenciennes F. C. (D)   | 27   | 37 | 5  | 12 | 20 | 26 | 52 | −26  | Descenso a la Championnat National |

Actualizado a los partidos jugados el 17 de mayo de 2024.
 Fuente: Ligue 2
Criterios de clasificación: Puntos · Diferencia de goles · Goles a favor · Diferencia de goles en enfrentamientos directos · Puntos en Fair Play
Notas:
1. ↑  Girondins Bordeaux fue sancionado con la pérdida de un punto por decisiones federativas.[25] Girondins Bordeaux fue descendido a Tercera División francesa debido a graves problemas financieros[26]
2. ↑  S. C. Bastia fue sancionado con la pérdida de un punto por mal comportamiento de sus aficionados en el juego ante el U. S. Quevilly.[27]
3. ↑  E.S Troyes permanece en la Ligue 2 debido al descenso administrativo del Girondins de Bordeaux.[28]

### Evolución de la clasificación
| Equipo               | 01 | 02 | 03 | 04 | 05 | 06 | 07  | 08  | 09 | 10 | 11 | 12 | 13  | 14  | 15 | 16 | 17 | 18 | 19 | 20 | 21 | 22 | 23 | 24 | 25 | 26 | 27 | 28 | 29 | 30 | 31 | 32 | 33 | 34 | 35 | 36 | 37 | 38 |
| Equipo               |    |    |    |    |    |    |     |     |    |    |    |    |     |     |    |    |    |    |    |    |    |    |    |    |    |    |    |    |    |    |    |    |    |    |    |    |    |    |
| -------------------- | -- | -- | -- | -- | -- | -- | --- | --- | -- | -- | -- | -- | --- | --- | -- | -- | -- | -- | -- | -- | -- | -- | -- | -- | -- | -- | -- | -- | -- | -- | -- | -- | -- | -- | -- | -- | -- | -- |
| A. J. Auxerre        | 1  | 9  | 8  | 9  | 5  | 6  | 5   | 3   | 3  | 2  | 3  | 4  | 4   | 3   | 4  | 3  | 3  | 2  | 2  | 1  | 2  | 1  | 2  | 1  | 1  | 1  | 1  | 1  | 1  | 1  | 1  | 1  | 1  | 1  | 1  | 1  | 1  | 1  |
| Angers S. C. O.      | 15 | 14 | 16 | 12 | 7  | 12 | 7   | 5   | 4  | 3  | 2  | 3  | 2   | 2   | 2  | 2  | 1  | '1 | 1  | 2  | 1  | 2  | 1  | 2  | 2  | 2  | 2  | 2  | 2  | 2  | 3  | 2  | 2  | 2  | 3  | 3  | 2  | 2  |
| A. S. Saint-Étienne  | 14 | 17 | 14 | 15 | 15 | 10 | 8   | 9*  | 5  | 5  | 5  | 2  | 3   | 5   | 7  | 7  | 8  | 10 | 7  | 11 | 6  | 10 | 11 | 7  | 5  | 4  | 4  | 4  | 3  | 3  | 2  | 3  | 3  | 3  | 2  | 2  | 3  | 3  |
| Rodez A. F.          | 9  | 6  | 12 | 14 | 14 | 8  | 6   | 4   | 7  | 6  | 6  | 6  | 8   | 8   | 9  | 9  | 9  | 11 | 9  | 7  | 8  | 11 | 12 | 12 | 9  | 7  | 7  | 6  | 5  | 5  | 5  | 7  | 5  | 4  | 4  | 4  | 5  | 4  |
| París F. C.          | 17 | 19 | 20 | 18 | 18 | 15 | 16  | 17  | 17 | 17 | 16 | 16 | 15  | 12  | 14 | 11 | 10 | 8  | 10 | 8  | 9  | 12 | 10 | 10 | 11 | 12 | 12 | 9  | 7  | 8  | 6  | 4  | 4  | 5  | 5  | 5  | 4  | 5  |
| S. M. Caen           | 4  | 1  | 1  | 1  | 1  | 2  | 4*  | 7*  | 10 | 11 | 11 | 11 | 12  | 13  | 16 | 12 | 12 | 9  | 11 | 10 | 5  | 6  | 7  | 5  | 7  | 6  | 5  | 5  | 8  | 6  | 7  | 6  | 8  | 7  | 8  | 6  | 6  | 6  |
| Stade Laval          | 7  | 12 | 5  | 6  | 3  | 1  | 1   | 1   | 1  | '1 | 1  | 1  | 1   | 1   | 1  | 1  | 2  | 3  | 4  | 4  | 4  | 3  | 4  | 4  | 3  | 3  | 3  | 3  | 4  | 4  | 4  | 5  | 7  | 8  | 6  | 7  | 7  | 7  |
| Amiens S. C.         | 6  | 3  | 2  | 2  | 2  | 3  | 3   | 6   | 9  | 10 | 10 | 10 | 9   | 10  | 10 | 10 | 11 | 12 | 12 | 12 | 11 | 5  | 5  | 8  | 8  | 10 | 9  | 10 | 9  | 10 | 10 | 10 | 12 | 12 | 10 | 10 | 11 | 8  |
| E. A. Guingamp       | 2  | 10 | 10 | 4  | 8  | 4  | 9   | 8   | 6  | 7  | 8  | 8  | 6   | 7   | 6  | 6  | 6  | 6  | 8  | 6  | 7  | 8  | 9  | 11 | 10 | 11 | 11 | 8  | 6  | 7  | 8  | 8  | 9  | 9  | 9  | 9  | 8  | 9  |
| Pau F. C.            | 3  | 11 | 4  | 8  | 9  | 11 | 14  | 10  | 8  | 8  | 9  | 7  | 10* | 9*  | 5  | 5  | 4  | 5  | 5  | 5  | 10 | 9  | 6  | 9  | 12 | 9  | 10 | 12 | 11 | 9  | 9  | 9  | 6  | 6  | 7  | 8  | 9  | 10 |
| Grenoble Foot        | 5  | 2  | 3  | 3  | 4  | 5  | 2   | 2   | 2  | 4  | 4  | 5  | 5   | 4   | 3  | 4  | 5  | 4  | 3  | 3  | 3  | 4  | 3  | 3  | 4  | 5  | 6  | 7  | 10 | 11 | 11 | 11 | 10 | 11 | 13 | 11 | 10 | 11 |
| Girondins de Burdeos | 20 | 13 | 15 | 7  | 12 | 7  | 11* | 12* | 13 | 13 | 15 | 15 | 17  | 16  | 13 | 15 | 17 | 17 | 13 | 15 | 13 | 13 | 13 | 13 | 13 | 13 | 13 | 13 | 13 | 12 | 12 | 13 | 14 | 14 | 14 | 12 | 13 | 12 |
| S. C. Bastia         | 12 | 4  | 9  | 5  | 6  | 9  | 13  | 14  | 14 | 14 | 13 | 14 | 11  | 14  | 15 | 16 | 13 | 14 | 15 | 13 | 15 | 16 | 16 | 15 | 16 | 15 | 14 | 16 | 16 | 15 | 15 | 14 | 13 | 10 | 12 | 13 | 12 | 13 |
| Annecy F. C.         | 19 | 16 | 11 | 11 | 11 | 14 | 10  | 11  | 12 | 12 | 12 | 12 | 13  | 15  | 12 | 13 | 15 | 16 | 17 | 17 | 17 | 17 | 17 | 18 | 19 | 19 | 19 | 19 | 18 | 17 | 16 | 15 | 16 | 16 | 15 | 15 | 15 | 14 |
| A. C. Ajaccio        | 11 | 7  | 7  | 13 | 13 | 17 | 12  | 13  | 11 | 9  | 7  | 9  | 7   | 6   | 8  | 8  | 7  | 7  | 6  | 9  | 12 | 7  | 8  | 6  | 6  | 8  | 8  | 11 | 12 | 13 | 13 | 12 | 11 | 13 | 11 | 14 | 14 | 15 |
| U. S. L. Dunkerque   | 10 | 8  | 13 | 16 | 16 | 16 | 17  | 18* | 18 | 20 | 20 | 19 | 19  | 18  | 19 | 18 | 19 | 19 | 19 | 19 | 19 | 18 | 18 | 17 | 17 | 17 | 17 | 15 | 14 | 14 | 14 | 16 | 15 | 15 | 16 | 16 | 16 | 16 |
| E. S. Troyes         | 8  | 5  | 6  | 10 | 10 | 13 | 15  | 16  | 16 | 16 | 17 | 17 | 16  | 17  | 17 | 17 | 14 | 15 | 16 | 14 | 16 | 15 | 15 | 16 | 15 | 16 | 16 | 14 | 15 | 16 | 17 | 17 | 17 | 17 | 17 | 17 | 17 | 17 |
| U. S. Quevilly       | 16 | 18 | 19 | 19 | 19 | 20 | 20  | 20  | 20 | 19 | 19 | 20 | 18  | 19  | 18 | 19 | 18 | 18 | 18 | 18 | 18 | 19 | 19 | 19 | 18 | 18 | 18 | 18 | 19 | 19 | 19 | 19 | 19 | 19 | 18 | 18 | 19 | 18 |
| U. S. Concarneau     | 13 | 15 | 17 | 20 | 20 | 18 | 19  | 15  | 15 | 15 | 14 | 13 | 14* | 11* | 11 | 14 | 16 | 13 | 14 | 16 | 14 | 14 | 14 | 14 | 14 | 14 | 15 | 17 | 17 | 18 | 18 | 18 | 18 | 18 | 19 | 19 | 18 | 19 |
| Valenciennes F. C.   | 18 | 20 | 18 | 17 | 17 | 19 | 18  | 19  | 19 | 18 | 18 | 18 | 20  | 20  | 20 | 20 | 20 | 20 | 20 | 20 | 20 | 20 | 20 | 20 | 20 | 20 | 20 | 20 | 20 | 20 | 20 | 20 | 20 | 20 | 20 | 20 | 20 | 20 |

(*) Indica la posición del equipo con un partido pendiente

## Resultados

### Primera vuelta
| Saint-Étienne | 0 – 1 | Grenoble | Estadio Geoffroy-Guichard | 5 de agosto | 15:00 | 25 412 |
| Ajaccio       | 1 – 1 | Rodez    | Estadio François-Coty     | 5 de agosto | 19:00 | 10 446 |
| Amiens        | 1 – 0 | Quevilly | Estadio de la Licorne     | 5 de agosto | 19:00 | 5 662  |
| Annecy        | 1 – 4 | Guingamp | Parc des Sports           | 5 de agosto | 19:00 | 15 660 |
| Concarneau    | 0 – 0 | Bastia   | Stade du Roudourou        | 5 de agosto | 19:00 | 1 875  |
| Dunkerque     | 2 – 2 | Troyes   | Stade Marcel-Tribut       | 5 de agosto | 19:00 | 4 014  |
| Laval         | 1 – 0 | Angers   | Stade Francis Le Basser   | 5 de agosto | 19:00 | 8 912  |
| París         | 0 – 2 | Caen     | Estadio Charléty          | 5 de agosto | 19:00 | 1 056  |
| Valenciennes  | 1 – 4 | Auxerre  | Estadio de Hainaut        | 5 de agosto | 19:00 | 6 259  |
| Pau           | 3 – 0 | Bordeaux | Stade de Pau              | 7 de agosto | 20:45 | 3 546  |

| Rodez    | 2 – 1 | Saint-Étienne | Stade Paul-Lignon           | 12 de agosto | 15:00 | 3 263  |
| Angers   | 0 – 0 | Annecy        | Stade Jean-Bouin            | 12 de agosto | 19:00 | 5 083  |
| Auxerre  | 0 – 1 | Amiens        | Estadio de l'Abbé-Deschamps | 12 de agosto | 19:00 | 14 682 |
| Bastia   | 3 – 0 | Valenciennes  | Estadio de Furiani          | 12 de agosto | 19:00 | 14 127 |
| Caen     | 2 – 0 | Pau           | Estadio Michel d'Ornano     | 12 de agosto | 19:00 | 15 168 |
| Grenoble | 2 – 0 | París         | Stade des Alpes             | 12 de agosto | 19:00 | 3 743  |
| Guingamp | 0 – 1 | Dunkerque     | Stade du Roudourou          | 12 de agosto | 19:00 | 8 294  |
| Quevilly | 0 – 1 | Ajaccio       | Stade Robert Diochon        | 12 de agosto | 19:00 | 2 705  |
| Troyes   | 3 – 1 | Laval         | Stade de l'Aube             | 12 de agosto | 19:00 | 4 697  |
| Bordeaux | 1 – 0 | Concarneau    | Estadio Matmut Atlantique   | 14 de agosto | 20:45 | 24 574 |

| Angers        | 2 – 2 | Auxerre   | Stade Jean-Bouin          | 19 de agosto | 15:00 | 5 906  |
| Amiens        | 2 – 1 | Bastia    | Estadio de la Licorne     | 19 de agosto | 19:00 | 6 558  |
| Annecy        | 3 – 0 | Dunkerque | Parc des Sports           | 19 de agosto | 19:00 | 3 966  |
| Concarneau    | 0 – 2 | Caen      | Estadio Francis-Le Blé    | 19 de agosto | 19:00 | 3 001  |
| Grenoble      | 0 – 0 | Troyes    | Stade des Alpes           | 19 de agosto | 19:00 | 4 425  |
| Laval         | 1 – 0 | Rodez     | Stade Francis Le Basser   | 19 de agosto | 19:00 | 6 901  |
| Pau           | 2 – 0 | París     | Stade de Pau              | 19 de agosto | 19:00 | 2 846  |
| Saint-Étienne | 2 – 1 | Quevilly  | Estadio Geoffroy-Guichard | 19 de agosto | 19:00 | 24 103 |
| Valenciennes  | 0 – 0 | Guingamp  | Estadio de Hainaut        | 19 de agosto | 19:00 | 4 986  |
| Ajaccio       | 0 – 0 | Bordeaux  | Estadio François-Coty     | 21 de agosto | 20:45 | 5 995  |

| Bordeaux  | 2 – 0 | Amiens        | Matmut Atlantique           | 26 de agosto | 15:00 | 20 550 |
| Auxerre   | 0 – 0 | Grenoble      | Estadio de l'Abbé-Deschamps | 26 de agosto | 19:00 | 13 797 |
| Bastia    | 3 – 2 | Troyes        | Estadio de Furiani          | 26 de agosto | 19:00 | 12 848 |
| Caen      | 3 – 0 | Ajaccio       | Michael D'Ornano            | 26 de agosto | 19:00 | 16 190 |
| Dunkerque | 0 – 1 | Angers        | Stade Marcel-Tribut         | 26 de agosto | 19:00 | 4 200  |
| Guingamp  | 4 – 0 | Pau           | Stade du Roudourou          | 26 de agosto | 19:00 | 6 629  |
| París     | 3 – 0 | Concarneau    | Charléty                    | 26 de agosto | 19:00 | 537    |
| Quevilly  | 0 – 0 | Laval         | Stade Robert Diochon        | 26 de agosto | 19:00 | 2 536  |
| Rodez     | 0 – 1 | Valenciennes  | Stade Paul-Lignon           | 26 de agosto | 19:00 | 2 444  |
| Annecy    | 1 – 1 | Saint-Étienne | Parc des Sports             | 28 de agosto | 20:45 | 12 467 |

| Bordeaux      | 2 – 4 | Auxerre      | Estadio Matmut Atlantique | 2 de septiembre | 15:00 | 26 771 |
| Ajaccio       | 2 – 2 | Dunkerque    | Estadio François-Coty     | 2 de septiembre | 19:00 | 10 446 |
| Amiens        | 4 – 1 | Guingamp     | Estadio de la Licorne     | 2 de septiembre | 19:00 | 6 950  |
| Angers        | 2 – 0 | París        | Stade Jean-Bouin          | 2 de septiembre | 19:00 | 5 276  |
| Concarneau    | 1 – 1 | Annecy       | Stade du Roudourou        | 2 de septiembre | 19:00 | 922    |
| Grenoble      | 0 – 0 | Bastia       | Stade des Alpes           | 2 de septiembre | 19:00 | 5 803  |
| Laval         | 2 – 1 | Caen         | Stade Francis Le Basser   | 2 de septiembre | 19:00 | 8 889  |
| Pau           | 2 – 2 | Rodez        | Stade de Pau              | 2 de septiembre | 19:00 | 2 731  |
| Saint-Étienne | 0 – 0 | Valenciennes | Estadio Geoffroy-Guichard | 2 de septiembre | 19:00 | 22 687 |
| Troyes        | 2 – 2 | Quevilly     | Stade de l'Aube           | 2 de septiembre | 19:00 | 4 817  |

| Caen         | 1 – 2 | Saint-Étienne | Estadio Michel d'Ornano     | 16 de septiembre | 15:00 | 19 013 |
| Annecy       | 0 – 0 | Troyes        | Parc des Sports             | 16 de septiembre | 19:00 | 6 349  |
| Auxerre      | 2 – 2 | Pau           | Estadio de l'Abbé-Deschamps | 16 de septiembre | 19:00 | 13 254 |
| Bastia       | 0 – 3 | Laval         | Estadio de Furiani          | 16 de septiembre | 19:00 | 12 363 |
| Dunkerque    | 0 – 0 | Grenoble      | Stade Marcel-Tribut         | 16 de septiembre | 19:00 | 3 125  |
| París        | 3 – 0 | Amiens        | Estadio Charléty            | 16 de septiembre | 19:00 | 972    |
| Quevilly     | 2 – 3 | Concarneau    | Stade Robert Diochon        | 16 de septiembre | 19:00 | 2 635  |
| Rodez        | 4 – 1 | Angers        | Stade Paul-Lignon           | 16 de septiembre | 19:00 | 2 722  |
| Valenciennes | 1 – 2 | Bordeaux      | Estadio de Hainaut          | 16 de septiembre | 19:00 | 7 439  |
| Guingamp     | 3 – 0 | Ajaccio       | Stade du Roudourou          | 18 de septiembre | 20:45 | 6 326  |

| Troyes     | 1 – 2 | Auxerre       | Stade de l'Aube           | 23 de septiembre | 15:00 | 9 055  |
| Ajaccio    | 2 – 1 | París         | Estadio François-Coty     | 23 de septiembre | 19:00 | 3 774  |
| Amiens     | 0 – 0 | Valenciennes  | Estadio de la Licorne     | 23 de septiembre | 19:00 | 7 608  |
| Angers     | 2 – 0 | Bastia        | Stade Jean-Bouin          | 23 de septiembre | 19:00 | 4 972  |
| Concarneau | 0 – 1 | Saint-Étienne | Stade du Moustoir         | 23 de septiembre | 19:00 | 6 010  |
| Dunkerque  | 1 – 2 | Rodez         | Stade Marcel-Tribut       | 23 de septiembre | 19:00 | 3 055  |
| Grenoble   | 2 – 1 | Quevilly      | Stade des Alpes           | 23 de septiembre | 19:00 | 4 471  |
| Laval      | 2 – 1 | Guingamp      | Stade Francis Le Basser   | 23 de septiembre | 19:00 | 2 896  |
| Pau        | 0 – 3 | Annecy        | Stade de Pau              | 23 de septiembre | 19:00 | 2 896  |
| Bordeaux   | 1 – 1 | Caen          | Estadio Matmut Atlantique | 3 de octubre     | 18:45 | 21 038 |

| Amiens        | 0 – 0 | Ajaccio    | Estadio de la Licorne       | 26 de septiembre | 20:45 | 6 183  |
| Auxerre       | 4 – 0 | Annecy     | Estadio de l'Abbé-Deschamps | 26 de septiembre | 20:45 | 12 010 |
| Bastia        | 1 – 4 | Pau        | Estadio de Furiani          | 26 de septiembre | 20:45 | 9 846  |
| Caen          | 1 – 2 | Grenoble   | Estadio Michel d'Ornano     | 26 de septiembre | 20:45 | 14 770 |
| Guingamp      | 0 – 0 | Bordeaux   | Stade du Roudourou          | 26 de septiembre | 20:45 | 8 568  |
| París         | 0 – 1 | Laval      | Estadio Charléty            | 26 de septiembre | 20:45 | 764    |
| Quevilly      | 0 – 1 | Angers     | Stade Robert Diochon        | 26 de septiembre | 20:45 | 5 194  |
| Rodez         | 2 – 1 | Troyes     | Stade Paul-Lignon           | 26 de septiembre | 20:45 | 2 613  |
| Valenciennes  | 0 – 1 | Concarneau | Estadio de Hainaut          | 26 de septiembre | 20:45 | 5 591  |
| Saint-Étienne | 2 – 0 | Dunkerque  | Estadio Geoffroy-Guichard   | 4 de octubre     | 18:45 | 9 282  |

| Troyes    | 0 – 1 | Saint-Étienne | Stade de l'Aube             | 30 de septiembre | 15:00 | 7 378  |
| Angers    | 2 – 0 | Concarneau    | Stade Jean-Bouin            | 30 de septiembre | 19:00 | 5 487  |
| Annecy    | 2 – 2 | París         | Parc des Sports             | 30 de septiembre | 19:00 | 5 489  |
| Auxerre   | 3 – 1 | Rodez         | Estadio de l'Abbé-Deschamps | 30 de septiembre | 19:00 | 14 421 |
| Caen      | 0 – 1 | Guingamp      | Estadio Michel d'Ornano     | 30 de septiembre | 19:00 | 14 881 |
| Dunkerque | 0 – 1 | Quevilly      | Stade Marcel-Tribut         | 30 de septiembre | 19:00 | 3 080  |
| Grenoble  | 2 – 0 | Bordeaux      | Stade des Alpes             | 30 de septiembre | 19:00 | 8 960  |
| Laval     | 1 – 0 | Valenciennes  | Stade Francis Le Basser     | 30 de septiembre | 19:00 | 8 283  |
| Pau       | 1 – 0 | Amiens        | Stade de Pau                | 30 de septiembre | 19:00 | 2 845  |
| Ajaccio   | 2 – 0 | Bastia        | Estadio François-Coty       | 2 de octubre     | 20:45 | 4 732  |

| Bordeaux      | 0 – 1 | Laval     | Estadio Matmut Atlantique | 7 de octubre | 15:00 | 19 651 |
| Amiens        | 1 – 4 | Angers    | Estadio de la Licorne     | 7 de octubre | 19:00 | 6 799  |
| Bastia        | 2 – 1 | Annecy    | Estadio de Furiani        | 7 de octubre | 19:00 | 10 828 |
| Concarneau    | 4 – 3 | Dunkerque | Stade du Moustoir         | 7 de octubre | 19:00 | 1 921  |
| Guingamp      | 2 – 2 | Grenoble  | Stade du Roudourou        | 7 de octubre | 19:00 | 8 310  |
| París         | 0 – 2 | Auxerre   | Estadio Charléty          | 7 de octubre | 19:00 | 9 729  |
| Quevilly      | 2 – 2 | Pau       | Stade Robert Diochon      | 7 de octubre | 19:00 | 2 828  |
| Rodez         | 5 – 3 | Caen      | Stade Paul-Lignon         | 7 de octubre | 19:00 | 2 892  |
| Saint-Étienne | 0 – 0 | Ajaccio   | Estadio Geoffroy-Guichard | 7 de octubre | 19:00 | 11 760 |
| Valenciennes  | 1 – 1 | Troyes    | Estadio de Hainaut        | 7 de octubre | 19:00 | 5 990  |

| Caen      | 1 – 1 | Auxerre       | Estadio Michel d'Ornano | 21 de octubre | 15:00 | 17 917 |
| Ajaccio   | 2 – 0 | Pau           | Estadio François-Coty   | 21 de octubre | 19:00 | 4 179  |
| Angers    | 2 – 0 | Bordeaux      | Stade Jean-Bouin        | 21 de octubre | 19:00 | 10 416 |
| Annecy    | 1 – 1 | Amiens        | Parc des Sports         | 21 de octubre | 19:00 | 3 313  |
| Dunkerque | 1 – 3 | París         | Stade Marcel-Tribut     | 21 de octubre | 19:00 | 3 082  |
| Grenoble  | 3 – 3 | Valenciennes  | Stade des Alpes         | 21 de octubre | 19:00 | 6 039  |
| Guingamp  | 2 – 2 | Quevilly      | Stade du Roudourou      | 21 de octubre | 19:00 | 7 594  |
| Rodez     | 1 – 1 | Bastia        | Stade Paul-Lignon       | 21 de octubre | 19:00 | 3 079  |
| Troyes    | 0 – 0 | Concarneau    | Stade de l'Aube         | 21 de octubre | 19:00 | 5 326  |
| Laval     | 0 – 1 | Saint-Étienne | Stade Francis Le Basser | 23 de octubre | 20:45 | 9 394  |

| Bordeaux      | 2 – 2 | Rodez     | Estadio Matmut Atlantique   | 28 de octubre | 15:00 | 30 098 |
| Amiens        | 0 – 0 | Laval     | Estadio de la Licorne       | 28 de octubre | 19:00 | 7 601  |
| Auxerre       | 0 – 1 | Dunkerque | Estadio de l'Abbé-Deschamps | 28 de octubre | 19:00 | 15 514 |
| Bastia        | 0 – 0 | Guingamp  | Estadio de Furiani          | 28 de octubre | 19:00 | 11 250 |
| Concarneau    | 2 – 1 | Ajaccio   | Stade du Moustoir           | 28 de octubre | 19:00 | 1 937  |
| París         | 2 – 2 | Troyes    | Estadio Charléty            | 28 de octubre | 19:00 | 3 596  |
| Pau           | 3 – 2 | Grenoble  | Stade de Pau                | 28 de octubre | 19:00 | 3 256  |
| Quevilly      | 1 – 2 | Annecy    | Stade Robert Diochon        | 28 de octubre | 19:00 | 2 500  |
| Valenciennes  | 2 – 2 | Caen      | Estadio de Hainaut          | 28 de octubre | 19:00 | 6 682  |
| Saint-Étienne | 2 – 0 | Angers    | Estadio Geoffroy-Guichard   | 30 de octubre | 20:45 | 27 153 |

| Saint-Étienne | 0 – 1 | París        | Estadio Geoffroy-Guichard | 4 de noviembre  | 15:00 | 35 563 |
| Angers        | 2 – 0 | Valenciennes | Stade Jean-Bouin          | 4 de noviembre  | 19:00 | 8 094  |
| Annecy        | 1 – 3 | Laval        | Parc des Sports           | 4 de noviembre  | 19:00 | 5 353  |
| Bastia        | 3 – 1 | Bordeaux     | Estadio de Furiani        | 4 de noviembre  | 19:00 | 12 071 |
| Dunkerque     | 0 – 1 | Amiens       | Stade Marcel-Tribut       | 4 de noviembre  | 19:00 | 2 904  |
| Grenoble      | 0 – 3 | Ajaccio      | Stade des Alpes           | 4 de noviembre  | 19:00 | 5 279  |
| Quevilly      | 3 – 1 | Rodez        | Stade Robert Diochon      | 4 de noviembre  | 19:00 | 2 463  |
| Troyes        | 2 – 1 | Caen         | Stade de l'Aube           | 4 de noviembre  | 19:00 | 4 401  |
| Guingamp      | 2 – 1 | Auxerre      | Stade du Roudourou        | 6 de noviembre  | 20:45 | 6 850  |
| Concarneau    | 1 – 2 | Pau          | Stade du Roudourou        | 28 de noviembre | 19:00 | 690    |

| Bordeaux     | 3 – 1 | Annecy        | Estadio Matmut Atlantique   | 11 de noviembre | 15:00 | 18 631 |
| Ajaccio      | 1 – 0 | Troyes        | Estadio François-Coty       | 11 de noviembre | 19:00 | 2 702  |
| Amiens       | 1 – 2 | Grenoble      | Estadio de la Licorne       | 11 de noviembre | 19:00 | 5 910  |
| Auxerre      | 5 – 2 | Saint-Étienne | Estadio de l'Abbé-Deschamps | 11 de noviembre | 19:00 | 16 806 |
| Caen         | 3 – 3 | Quevilly      | Estadio Michel d'Ornano     | 11 de noviembre | 19:00 | 14 485 |
| Laval        | 0 – 3 | Concarneau    | Stade Francis Le Basser     | 11 de noviembre | 19:00 | 8 275  |
| París        | 1 – 0 | Bastia        | Estadio Charléty            | 11 de noviembre | 19:00 | 6 438  |
| Pau          | 4 – 4 | Angers        | Stade de Pau                | 11 de noviembre | 19:00 | 3 162  |
| Rodez        | 0 – 0 | Guingamp      | Stade Paul-Lignon           | 11 de noviembre | 19:00 | 2 888  |
| Valenciennes | 0 – 1 | Dunkerque     | Estadio de Hainaut          | 11 de noviembre | 19:00 | 7 376  |

| Saint-Étienne | 1 – 2 | Pau          | Estadio Geoffroy-Guichard | 25 de noviembre | 15:00 | 21 709 |
| Amiens        | 1 – 1 | Concarneau   | Estadio de la Licorne     | 25 de noviembre | 19:00 | 5 575  |
| Annecy        | 2 – 0 | Ajaccio      | Parc des Sports           | 25 de noviembre | 19:00 | 5 380  |
| Bastia        | 0 – 0 | Auxerre      | Estadio de Furiani        | 25 de noviembre | 19:00 | 10 427 |
| Dunkerque     | 0 – 2 | Laval        | Stade Marcel-Tribut       | 25 de noviembre | 19:00 | 2 972  |
| Grenoble      | 2 – 1 | Rodez        | Stade des Alpes           | 25 de noviembre | 19:00 | 6 763  |
| París         | 1 – 2 | Bordeaux     | Estadio Charléty          | 25 de noviembre | 19:00 | 13 472 |
| Quevilly      | 0 – 0 | Valenciennes | Stade Robert Diochon      | 25 de noviembre | 19:00 | 6 003  |
| Troyes        | 0 – 1 | Guingamp     | Stade de l'Aube           | 25 de noviembre | 19:00 | 4 817  |
| Angers        | 3 – 0 | Caen         | Stade Jean-Bouin          | 27 de noviembre | 20:45 | 9 202  |

| Bordeaux     | 0 – 1 | Troyes        | Estadio Matmut Atlantique   | 2 de diciembre | 15:00 | 19 161 |
| Ajaccio      | 1 – 1 | Angers        | Estadio François-Coty       | 2 de diciembre | 19:00 | 3 956  |
| Amiens       | 1 – 0 | Saint-Étienne | Estadio de la Licorne       | 2 de diciembre | 19:00 | 8 712  |
| Auxerre      | 3 – 2 | Quevilly      | Estadio de l'Abbé-Deschamps | 2 de diciembre | 19:00 | 13 430 |
| Caen         | 1 – 0 | Bastia        | Estadio Michel d'Ornano     | 2 de diciembre | 19:00 | 14 469 |
| Guingamp     | 0 – 1 | París         | Stade du Roudourou          | 2 de diciembre | 19:00 | 9 173  |
| Laval        | 1 – 1 | Grenoble      | Stade Francis Le Basser     | 2 de diciembre | 19:00 | 7 354  |
| Pau          | 1 – 1 | Dunkerque     | Stade de Pau                | 2 de diciembre | 19:00 | 3 404  |
| Rodez        | 2 – 0 | Concarneau    | Stade Paul-Lignon           | 2 de diciembre | 19:00 | 2 823  |
| Valenciennes | 0 – 0 | Annecy        | Estadio de Hainaut          | 2 de diciembre | 19:00 | 5 336  |

| Ajaccio       | 2 – 0 | Laval        | Estadio François-Coty     | 5 de diciembre | 20:45 | 3 645  |
| Angers        | 1 – 0 | Grenoble     | Stade Jean-Bouin          | 5 de diciembre | 20:45 | 9 600  |
| Concarneau    | 1 – 2 | Auxerre      | Estadio Francis-Le Blé    | 5 de diciembre | 20:45 | 1 570  |
| Dunkerque     | 0 – 5 | Bastia       | Stade Marcel-Tribut       | 5 de diciembre | 20:45 | 2 690  |
| París         | 2 – 0 | Rodez        | Estadio Charléty          | 5 de diciembre | 20:45 | 4 675  |
| Pau           | 3 – 1 | Valenciennes | Stade de Pau              | 5 de diciembre | 20:45 | 3 139  |
| Quevilly      | 3 – 2 | Bordeaux     | Stade Robert Diochon      | 5 de diciembre | 20:45 | 4 743  |
| Saint-Étienne | 1 – 3 | Guingamp     | Estadio Geoffroy-Guichard | 5 de diciembre | 20:45 | 17 942 |
| Troyes        | 2 – 0 | Amiens       | Stade de l'Aube           | 5 de diciembre | 20:45 | 4 163  |
| Annecy        | 1 – 2 | Caen         | Parc des Sports           | 6 de diciembre | 19:00 | 3 513  |

| Auxerre      | 2 – 0 | Ajaccio       | Estadio de l'Abbé-Deschamps | 16 de diciembre | 15:00 | 15 031 |
| Bordeaux     | 0 – 0 | Saint-Étienne | Estadio Matmut Atlantique   | 16 de diciembre | 15:00 | 37 658 |
| Bastia       | 0 – 0 | Quevilly      | Estadio de Furiani          | 16 de diciembre | 19:00 | 9 783  |
| Caen         | 1 – 0 | Dunkerque     | Estadio Michel d'Ornano     | 16 de diciembre | 19:00 | 13 723 |
| Grenoble     | 1 – 0 | Annecy        | Stade des Alpes             | 16 de diciembre | 19:00 | 9 077  |
| Guingamp     | 0 – 1 | Concarneau    | Stade du Roudourou          | 16 de diciembre | 19:00 | 12 476 |
| Laval        | 1 – 1 | Pau           | Stade Francis Le Basser     | 16 de diciembre | 19:00 | 6 550  |
| Rodez        | 2 – 2 | Amiens        | Stade Paul-Lignon           | 16 de diciembre | 19:00 | 2 809  |
| Troyes       | 1 – 4 | Angers        | Stade de l'Aube             | 16 de diciembre | 19:00 | 5 039  |
| Valenciennes | 0 – 1 | París         | Estadio de Hainaut          | 16 de diciembre | 19:00 | 5 743  |

| Ajaccio       | 2 – 1 | Valenciennes | Estadio François-Coty     | 19 de diciembre | 20:45 | 3 673  |
| Amiens        | 0 – 0 | Caen         | Estadio de la Licorne     | 19 de diciembre | 20:45 | 5 927  |
| Angers        | 1 – 0 | Guingamp     | Stade Jean-Bouin          | 19 de diciembre | 20:45 | 10 205 |
| Annecy        | 1 – 2 | Rodez        | Parc des Sports           | 19 de diciembre | 20:45 | 6 051  |
| Concarneau    | 0 – 3 | Grenoble     | Stade du Moustoir         | 19 de diciembre | 20:45 | 2 013  |
| Dunkerque     | 0 – 2 | Bordeaux     | Stade Marcel-Tribut       | 19 de diciembre | 20:45 | 3 504  |
| Laval         | 1 – 3 | Auxerre      | Stade Francis Le Basser   | 19 de diciembre | 20:45 | 8 793  |
| París         | 2 – 2 | Quevilly     | Estadio Charléty          | 19 de diciembre | 20:45 | 3 162  |
| Pau           | 1 – 1 | Troyes       | Stade de Pau              | 19 de diciembre | 20:45 | 3 153  |
| Saint-Étienne | 3 – 2 | Bastia       | Estadio Geoffroy-Guichard | 19 de diciembre | 20:45 | 16 900 |

### Segunda vuelta
| Saint-Étienne | 0 – 0 | Laval      | Estadio Geoffroy-Guichard   | 13 de enero | 15:00 | TBD |
| Troyes        | 3 – 1 | Ajaccio    | Stade de l'Aube             | 13 de enero | 19:00 | TBD |
| Bastia        | 2 – 0 | Angers     | Estadio de Furiani          | 13 de enero | 19:00 | TBD |
| Caen          | 1 – 0 | Concarneau | Estadio Michel d'Ornano     | 13 de enero | 19:00 | TBD |
| Grenoble      | 2 – 2 | Dunkerque  | Stade des Alpes             | 13 de enero | 19:00 | TBD |
| París         | 2 – 1 | Annecy     | Estadio Charléty            | 13 de enero | 19:00 | TBD |
| Quevilly      | 0 – 1 | Guingamp   | Stade Robert Diochon        | 13 de enero | 19:00 | TBD |
| Rodez         | 2 – 1 | Pau        | Stade Paul-Lignon           | 13 de enero | 19:00 | TBD |
| Valenciennes  | 0 – 1 | Amiens     | Estadio de Hainaut          | 13 de enero | 19:00 | TBD |
| Auxerre       | 3 – 1 | Bordeaux   | Estadio de l'Abbé-Deschamps | 15 de enero | 20:45 | TBD |

| Amiens     | 1 – 0 | Annecy        | Estadio de la Licorne     | 23 de enero | 20:45 | TBD |
| Angers     | 3 – 2 | Quevilly      | Stade Jean-Bouin          | 23 de enero | 20:45 | TBD |
| Bastia     | 1 – 2 | Caen          | Estadio de Furiani        | 23 de enero | 20:45 | TBD |
| Bordeaux   | 3 – 1 | Valenciennes  | Estadio Matmut Atlantique | 23 de enero | 20:45 | TBD |
| Concarneau | 1 – 0 | Troyes        | Estadio Francis-Le Blé    | 23 de enero | 20:45 | TBD |
| Dunkerque  | 2 – 0 | Ajaccio       | Stade Marcel-Tribut       | 23 de enero | 20:45 | TBD |
| Grenoble   | 1 – 1 | Auxerre       | Stade des Alpes           | 23 de enero | 20:45 | TBD |
| Guingamp   | 3 – 3 | Rodez         | Stade du Roudourou        | 23 de enero | 20:45 | TBD |
| Laval      | 1 – 1 | París         | Stade Francis Le Basser   | 23 de enero | 20:45 | TBD |
| Pau        | 0 – 1 | Saint-Étienne | Stade de Pau              | 23 de enero | 20:45 | TBD |

| Saint-Étienne | 0 – 1 | Amiens     | Estadio Geoffroy-Guichard   | 27 de enero | 15:00 | TBD |
| Ajaccio       | 1 – 0 | Concarneau | Estadio François-Coty       | 27 de enero | 19:00 | TBD |
| Auxerre       | 1 – 1 | Guingamp   | Estadio de l'Abbé-Deschamps | 27 de enero | 19:00 | TBD |
| Caen          | 0 – 0 | Troyes     | Estadio Michel d'Ornano     | 27 de enero | 19:00 | TBD |
| París         | 1 – 2 | Dunkerque  | Estadio Charléty            | 27 de enero | 19:00 | TBD |
| Quevilly      | 1 – 1 | Grenoble   | Stade Robert Diochon        | 27 de enero | 19:00 | TBD |
| Rodez         | 1 – 2 | Laval      | Stade Paul-Lignon           | 27 de enero | 19:00 | TBD |
| Annecy        | 0 – 0 | Pau        | Parc des Sports             | 27 de enero | 19:00 | TBD |
| Valenciennes  | 3 – 1 | Bastia     | Estadio de Hainaut          | 27 de enero | 19:00 | TBD |
| Bordeaux      | 1 – 0 | Angers     | Estadio Matmut Atlantique   | 29 de enero | 20:45 | TBD |

| Dunkerque  | 1 – 0 | Saint-Étienne | Stade Marcel-Tribut     | 3 de febrero | 15:00 | TBD |
| Amiens     | 1 – 1 | París         | Estadio de la Licorne   | 3 de febrero | 19:00 | TBD |
| Angers     | 2 – 1 | Rodez         | Stade Jean-Bouin        | 3 de febrero | 19:00 | TBD |
| Concarneau | 1 – 0 | Valenciennes  | Stade du Moustoir       | 3 de febrero | 19:00 | TBD |
| Grenoble   | 5 – 1 | Caen          | Stade des Alpes         | 3 de febrero | 19:00 | TBD |
| Guingamp   | 1 – 4 | Annecy        | Stade du Roudourou      | 3 de febrero | 19:00 | TBD |
| Laval      | 2 – 4 | Quevilly      | Stade Francis Le Basser | 3 de febrero | 19:00 | TBD |
| Pau        | 2 – 2 | Auxerre       | Stade de Pau            | 3 de febrero | 19:00 | TBD |
| Troyes     | 2 – 1 | Bordeaux      | Stade de l'Aube         | 3 de febrero | 19:00 | TBD |
| Bastia     | 1 – 0 | Ajaccio       | Estadio de Furiani      | 5 de febrero | 20:45 | TBD |

| Auxerre       | 1 – 0 | Angers     | Estadio de l'Abbé-Deschamps | 10 de febrero | 15:00 | TBD |
| Ajaccio       | 3 – 0 | Guingamp   | Estadio François-Coty       | 10 de febrero | 19:00 | TBD |
| Bordeaux      | 1 – 0 | Grenoble   | Estadio Matmut Atlantique   | 10 de febrero | 19:00 | TBD |
| Caen          | 2 – 0 | Amiens     | Estadio Michel d'Ornano     | 10 de febrero | 19:00 | TBD |
| París         | 1 – 1 | Pau        | Estadio Charléty            | 10 de febrero | 19:00 | TBD |
| Quevilly      | 0 – 1 | Bastia     | Stade Robert Diochon        | 10 de febrero | 19:00 | TBD |
| Rodez         | 0 – 0 | Dunkerque  | Stade Paul-Lignon           | 10 de febrero | 19:00 | TBD |
| Annecy        | 0 – 3 | Concarneau | Parc des Sports             | 10 de febrero | 19:00 | TBD |
| Valenciennes  | 1 – 1 | Laval      | Estadio de Hainaut          | 10 de febrero | 19:00 | TBD |
| Saint-Étienne | 5 – 0 | Troyes     | Estadio Geoffroy-Guichard   | 12 de febrero | 20:45 | TBD |

| Angers     | 0 – 3 | Saint-Étienne | Stade Jean-Bouin        | 17 de febrero | 15:00 | TBD |
| Bastia     | 0 – 2 | Rodez         | Estadio de Furiani      | 17 de febrero | 19:00 | TBD |
| Concarneau | 2 – 2 | París         | Estadio Michel d'Ornano | 17 de febrero | 19:00 | TBD |
| Dunkerque  | 2 – 1 | Valenciennes  | Stade Marcel-Tribut     | 17 de febrero | 19:00 | TBD |
| Guingamp   | 1 – 0 | Caen          | Stade du Roudourou      | 17 de febrero | 19:00 | TBD |
| Laval      | 1 – 1 | Ajaccio       | Stade Francis Le Basser | 17 de febrero | 19:00 | TBD |
| Pau        | 0 – 2 | Quevilly      | Stade de Pau            | 17 de febrero | 19:00 | TBD |
| Annecy     | 0 – 2 | Auxerre       | Parc des Sports         | 17 de febrero | 19:00 | TBD |
| Troyes     | 3 – 1 | Grenoble      | Stade de l'Aube         | 17 de febrero | 19:00 | TBD |
| Amiens     | 1 – 1 | Bordeaux      | Estadio de la Licorne   | 19 de febrero | 20:45 | TBD |

| Saint-Étienne | 2 – 1 | Annecy    | Estadio Geoffroy-Guichard   | 24 de febrero | 15:00 | TBD |
| Ajaccio       | 0 – 0 | Amiens    | Estadio François-Coty       | 24 de febrero | 19:00 | TBD |
| Auxerre       | 1 – 1 | Bastia    | Estadio de l'Abbé-Deschamps | 24 de febrero | 19:00 | TBD |
| Bordeaux      | 1 – 0 | Guingamp  | Estadio Matmut Atlantique   | 24 de febrero | 19:00 | TBD |
| Concarneau    | 1 – 3 | Laval     | Estadio Francis-Le Blé      | 24 de febrero | 19:00 | TBD |
| Grenoble      | 0 – 1 | Pau       | Stade des Alpes             | 24 de febrero | 19:00 | TBD |
| Quevilly      | 0 – 0 | París     | Stade Robert Diochon        | 24 de febrero | 19:00 | TBD |
| Troyes        | 1 – 2 | Dunkerque | Stade de l'Aube             | 24 de febrero | 19:00 | TBD |
| Valenciennes  | 0 – 2 | Rodez     | Estadio de Hainaut          | 24 de febrero | 19:00 | TBD |
| Caen          | 2 – 0 | Angers    | Estadio Michel d'Ornano     | 26 de febrero | 20:45 | TBD |

| París     | 0 – 0 | Saint-Étienne | Estadio Charléty            | 2 de marzo | 15:00 | TBD |
| Auxerre   | 0 – 0 | Valenciennes  | Estadio de l'Abbé-Deschamps | 2 de marzo | 19:00 | TBD |
| Bastia    | 1 – 0 | Grenoble      | Estadio de Furiani          | 2 de marzo | 19:00 | TBD |
| Dunkerque | 2 – 2 | Concarneau    | Stade Marcel-Tribut         | 2 de marzo | 19:00 | TBD |
| Guingamp  | 0 – 0 | Troyes        | Stade du Roudourou          | 2 de marzo | 19:00 | TBD |
| Laval     | 1 – 1 | Amiens        | Stade Francis Le Basser     | 2 de marzo | 19:00 | TBD |
| Pau       | 2 – 3 | Caen          | Stade de Pau                | 2 de marzo | 19:00 | TBD |
| Rodez     | 2 – 2 | Bordeaux      | Stade Paul-Lignon           | 2 de marzo | 19:00 | TBD |
| Annecy    | 0 – 0 | Quevilly      | Parc des Sports             | 2 de marzo | 19:00 | TBD |
| Angers    | 3 – 1 | Ajaccio       | Stade Jean-Bouin            | 4 de marzo | 20:45 | TBD |

| Saint-Étienne | 1 – 0 | Auxerre  | Estadio Geoffroy-Guichard | 9 de marzo  | 15:00 | TBD |
| Ajaccio       | 1 – 3 | Annecy   | Estadio François-Coty     | 9 de marzo  | 19:00 | TBD |
| Amiens        | 1 – 1 | Rodez    | Estadio de la Licorne     | 9 de marzo  | 19:00 | TBD |
| Bordeaux      | 0 – 0 | Quevilly | Estadio Matmut Atlantique | 9 de marzo  | 19:00 | TBD |
| Caen          | 0 – 1 | París    | Estadio Michel d'Ornano   | 9 de marzo  | 19:00 | TBD |
| Concarneau    | 2 – 3 | Guingamp | Estadio Francis-Le Blé    | 9 de marzo  | 19:00 | TBD |
| Dunkerque     | 1 – 0 | Pau      | Stade Marcel-Tribut       | 9 de marzo  | 19:00 | TBD |
| Troyes        | 2 – 0 | Bastia   | Stade de l'Aube           | 9 de marzo  | 19:00 | TBD |
| Valenciennes  | 0 – 0 | Angers   | Estadio de Hainaut        | 9 de marzo  | 19:00 | TBD |
| Grenoble      | 0 – 2 | Laval    | Stade des Alpes           | 11 de marzo | 20:45 | TBD |

| Auxerre  | 2 – 1 | Caen          | Estadio de l'Abbé-Deschamps | 16 de marzo | 15:00 | TBD |
| Angers   | 1 – 3 | Amiens        | Stade Jean-Bouin            | 16 de marzo | 19:00 | TBD |
| Bastia   | 0 – 4 | Saint-Étienne | Estadio de Furiani          | 16 de marzo | 19:00 | TBD |
| Guingamp | 3 – 0 | Valenciennes  | Stade du Roudourou          | 16 de marzo | 19:00 | TBD |
| Laval    | 1 – 2 | Dunkerque     | Stade Francis Le Basser     | 16 de marzo | 19:00 | TBD |
| París    | 2 – 0 | Ajaccio       | Estadio Charléty            | 16 de marzo | 19:00 | TBD |
| Pau      | 2 – 0 | Concarneau    | Stade de Pau                | 16 de marzo | 19:00 | TBD |
| Quevilly | 1 – 1 | Troyes        | Stade Robert Diochon        | 16 de marzo | 19:00 | TBD |
| Rodez    | 3 – 1 | Grenoble      | Stade Paul-Lignon           | 16 de marzo | 19:00 | TBD |
| Annecy   | 3 – 1 | Bordeaux      | Parc des Sports             | 16 de marzo | 19:00 | TBD |

| Valenciennes | 0 – 2 | Saint-Étienne | Estadio de Hainaut        | 30 de marzo | 15:00 | TBD |
| Amiens       | 2 – 3 | Pau           | Estadio de la Licorne     | 30 de marzo | 19:00 | TBD |
| Bordeaux     | 3 – 3 | París         | Estadio Matmut Atlantique | 30 de marzo | 19:00 | TBD |
| Concarneau   | 2 – 4 | Angers        | Estadio Francis-Le Blé    | 30 de marzo | 19:00 | TBD |
| Dunkerque    | 0 – 2 | Annecy        | Stade Marcel-Tribut       | 30 de marzo | 19:00 | TBD |
| Grenoble     | 0 – 0 | Guingamp      | Stade des Alpes           | 30 de marzo | 19:00 | TBD |
| Laval        | 1 – 2 | Bastia        | Stade Francis Le Basser   | 30 de marzo | 19:00 | TBD |
| Quevilly     | 1 – 2 | Caen          | Stade Robert Diochon      | 30 de marzo | 19:00 | TBD |
| Troyes       | 2 – 3 | Rodez         | Stade de l'Aube           | 30 de marzo | 19:00 | TBD |
| Ajaccio      | 0 – 1 | Auxerre       | Estadio François-Coty     | 1 de abril  | 20:45 | TBD |

| Saint-Étienne | 1 – 0 | Concarneau   | Estadio Geoffroy-Guichard   | 6 de abril | 15:00 | TBD |
| Angers        | 1 – 1 | Laval        | Stade Jean-Bouin            | 6 de abril | 19:00 | TBD |
| Bastia        | 1 – 1 | Dunkerque    | Estadio de Furiani          | 6 de abril | 19:00 | TBD |
| Caen          | 0 – 1 | Bordeaux     | Estadio Michel d'Ornano     | 6 de abril | 19:00 | TBD |
| Guingamp      | 0 – 0 | Amiens       | Stade du Roudourou          | 6 de abril | 19:00 | TBD |
| París         | 2 – 1 | Grenoble     | Estadio Charléty            | 6 de abril | 19:00 | TBD |
| Pau           | 1 – 1 | Ajaccio      | Stade de Pau                | 6 de abril | 19:00 | TBD |
| Rodez         | 3 – 3 | Quevilly     | Stade Paul-Lignon           | 6 de abril | 19:00 | TBD |
| Annecy        | 2 – 1 | Valenciennes | Parc des Sports             | 6 de abril | 19:00 | TBD |
| Auxerre       | 2 – 0 | Troyes       | Estadio de l'Abbé-Deschamps | 8 de abril | 20:45 | TBD |

| Ajaccio      | 2 – 0 | Saint-Étienne | Estadio François-Coty     | 13 de abril | 15:00 | TBD |
| Concarneau   | 0 – 0 | Amiens        | Estadio Francis-Le Blé    | 13 de abril | 19:00 | TBD |
| Bordeaux     | 2 – 3 | Bastia        | Estadio Matmut Atlantique | 13 de abril | 19:00 | TBD |
| Caen         | 1 – 0 | Rodez         | Estadio Michel d'Ornano   | 13 de abril | 19:00 | TBD |
| Dunkerque    | 0 – 1 | Guingamp      | Stade Marcel-Tribut       | 13 de abril | 19:00 | TBD |
| Laval        | 0 – 3 | Annecy        | Stade Francis Le Basser   | 13 de abril | 19:00 | TBD |
| Quevilly     | 4 – 3 | Auxerre       | Stade Robert Diochon      | 13 de abril | 19:00 | TBD |
| Troyes       | 1 – 2 | París         | Stade de l'Aube           | 13 de abril | 19:00 | TBD |
| Valenciennes | 1 – 4 | Pau           | Estadio de Hainaut        | 13 de abril | 19:00 | TBD |
| Grenoble     | 0 – 0 | Angers        | Stade des Alpes           | 15 de abril | 20:45 | TBD |

| Rodez         | 2 – 0 | Auxerre      | Stade Paul-Lignon         | 20 de abril | 15:00 | TBD |
| Ajaccio       | 2 – 1 | Caen         | Estadio François-Coty     | 20 de abril | 19:00 | TBD |
| Amiens        | 0 – 1 | Dunkerque    | Estadio de la Licorne     | 20 de abril | 19:00 | TBD |
| Angers        | 2 – 1 | Troyes       | Stade Jean-Bouin          | 20 de abril | 19:00 | TBD |
| Concarneau    | 0 – 0 | Quevilly     | Roazhon Park              | 20 de abril | 19:00 | TBD |
| Guingamp      | 0 – 1 | Bastia       | Stade du Roudourou        | 20 de abril | 19:00 | TBD |
| París         | 2 – 1 | Valenciennes | Estadio Charléty          | 20 de abril | 19:00 | TBD |
| Pau           | 3 – 0 | Laval        | Stade de Pau              | 20 de abril | 19:00 | TBD |
| Saint-Étienne | 2 – 1 | Bordeaux     | Estadio Geoffroy-Guichard | 20 de abril | 19:00 | TBD |
| Annecy        | 0 – 1 | Grenoble     | Parc des Sports           | 20 de abril | 19:00 | TBD |

| Auxerre      | 4 – 0 | Laval         | Estadio de l'Abbé-Deschamps | 23 de abril | 20:45 | TBD |
| Bastia       | 2 – 0 | Concarneau    | Estadio de Furiani          | 23 de abril | 20:45 | TBD |
| Bordeaux     | 2 – 0 | Dunkerque     | Estadio Matmut Atlantique   | 23 de abril | 20:45 | TBD |
| Caen         | 2 – 1 | Annecy        | Estadio Michel d'Ornano     | 23 de abril | 20:45 | TBD |
| Grenoble     | 0 – 2 | Saint-Étienne | Stade des Alpes             | 23 de abril | 20:45 | TBD |
| Guingamp     | 1 – 2 | Angers        | Stade du Roudourou          | 23 de abril | 20:45 | TBD |
| Quevilly     | 3 – 3 | Amiens        | Stade Robert Diochon        | 23 de abril | 20:45 | TBD |
| Rodez        | 1 – 0 | París         | Stade Paul-Lignon           | 23 de abril | 20:45 | TBD |
| Troyes       | 2 – 2 | Pau           | Stade de l'Aube             | 23 de abril | 20:45 | TBD |
| Valenciennes | 1 – 0 | Ajaccio       | Estadio de Hainaut          | 23 de abril | 20:45 | TBD |

| Saint-Étienne | 1 – 0 | Caen     | Estadio Geoffroy-Guichard | 27 de abril | 15:00 | TBD |
| Ajaccio       | 1 – 1 | Quevilly | Estadio François-Coty     | 27 de abril | 19:00 | TBD |
| Amiens        | 0 – 0 | Troyes   | Estadio de la Licorne     | 27 de abril | 19:00 | TBD |
| Concarneau    | 1 – 2 | Rodez    | Estadio Francis-Le Blé    | 27 de abril | 19:00 | TBD |
| Laval         | 1 – 0 | Bordeaux | Stade Francis Le Basser   | 27 de abril | 19:00 | TBD |
| París         | 3 – 1 | Angers   | Estadio Charléty          | 27 de abril | 19:00 | TBD |
| Pau           | 1 – 2 | Guingamp | Stade de Pau              | 27 de abril | 19:00 | TBD |
| Annecy        | 3 – 2 | Bastia   | Parc des Sports           | 27 de abril | 19:00 | TBD |
| Valenciennes  | 2 – 0 | Grenoble | Estadio de Hainaut        | 27 de abril | 19:00 | TBD |
| Dunkerque     | 1 – 3 | Auxerre  | Stade Marcel-Tribut       | 29 de abril | 20:45 | TBD |

| Angers   | 2 – 1 | Pau           | Stade Jean-Bouin            | 3 de mayo  | 20:00      | TBD |
| Bastia   | 1 – 2 | Amiens        | Estadio de Furiani          | 3 de mayo  | 20:00      | TBD |
| Bordeaux | 4 – 0 | Ajaccio       | Estadio Matmut Atlantique   | 3 de mayo  | 20:00      | TBD |
| Caen     | 1 – 0 | Laval         | Estadio Michel d'Ornano     | 3 de mayo  | 20:00      | TBD |
| Grenoble | 2 – 1 | Concarneau    | Stade des Alpes             | 3 de mayo  | 20:00      | TBD |
| Quevilly | 1 – 2 | Dunkerque     | Stade Robert Diochon        | 3 de mayo  | 20:00      | TBD |
| Rodez    | 1 – 3 | Annecy        | Stade Paul-Lignon           | 3 de mayo  | 20:00      | TBD |
| Auxerre  | 2 – 0 | París         | Estadio de l'Abbé-Deschamps | 4 de mayo  | 15:00      | TBD |
| Guingamp | 2 – 2 | Saint-Étienne | Stade du Roudourou          | 4 de mayo  | 19:00      | TBD |
| Troyes   | v.s.  | Valenciennes  | Stade de l'Aube             | Suspendido | Suspendido |     |

| Ajaccio       | 1 – 2 | Grenoble    | Estadio François-Coty     | 10 de mayo | 20:45 | TBD |
| Amiens        | 0 – 0 | Auxerre (C) | Estadio de la Licorne     | 10 de mayo | 20:45 | TBD |
| Concarneau    | 4 – 2 | Bordeaux    | Stade du Moustoir         | 10 de mayo | 20:45 | TBD |
| Dunkerque     | 2 – 2 | Caen        | Stade Marcel-Tribut       | 10 de mayo | 20:45 | TBD |
| Laval         | 1 – 2 | Troyes      | Stade Francis Le Basser   | 10 de mayo | 20:45 | TBD |
| París         | 2 – 1 | Guingamp    | Estadio Charléty          | 10 de mayo | 20:45 | TBD |
| Pau           | 1 – 2 | Bastia      | Stade de Pau              | 10 de mayo | 20:45 | TBD |
| Saint-Étienne | 1 – 1 | Rodez       | Estadio Geoffroy-Guichard | 10 de mayo | 20:45 | TBD |
| Annecy        | 1 – 2 | Angers      | Parc des Sports           | 10 de mayo | 20:45 | TBD |
| Valenciennes  | 2 – 1 | Quevilly    | Estadio de Hainaut        | 10 de mayo | 20:45 | TBD |

| Angers   | 0 - 0 | Dunkerque     | Stade Jean-Bouin            | 17 de mayo | 20:45 | TBD |
| Auxerre  | 4 - 1 | Concarneau    | Estadio de l'Abbé-Deschamps | 17 de mayo | 20:45 | TBD |
| Bastia   | 1 - 1 | París         | Estadio de Furiani          | 17 de mayo | 20:45 | TBD |
| Bordeaux | 3 - 2 | Pau           | Estadio Matmut Atlantique   | 17 de mayo | 20:45 | TBD |
| Caen     | 3 - 0 | Valenciennes  | Estadio Michel d'Ornano     | 17 de mayo | 20:45 | TBD |
| Grenoble | 1 - 3 | Amiens        | Stade des Alpes             | 17 de mayo | 20:45 | TBD |
| Guingamp | 0 - 1 | Laval         | Stade du Roudourou          | 17 de mayo | 20:45 | TBD |
| Quevilly | 2 - 1 | Saint-Étienne | Stade Robert Diochon        | 17 de mayo | 20:45 | TBD |
| Rodez    | 2 - 0 | Ajaccio       | Stade Paul-Lignon           | 17 de mayo | 20:45 | TBD |
| Troyes   | 1 - 1 | Annecy        | Stade de l'Aube             | 17 de mayo | 20:45 | TBD |

### Tabla de resultados cruzados
| Local \ Visitante    | AJA | AMI | ANG | ANN | AUX | CON | DUN | EAG | EST | GIR | GRE | PAR | PAU | ROD | STE | SCB | SMC | LAV | USQ | VAL |
| -------------------- | --- | --- | --- | --- | --- | --- | --- | --- | --- | --- | --- | --- | --- | --- | --- | --- | --- | --- | --- | --- |
| A. C. Ajaccio        | —   | 0–0 | 1–1 | 1–3 | 0–1 | 1–0 | 2–2 | 3–0 | 1–0 | 0–0 | 1–2 | 2–1 | 2–0 | 1–1 | 2–0 | 2–0 | 2–1 | 2–0 | 1–1 | 2–1 |
| Amiens S. C.         | 0–0 | —   | 1–4 | 1–0 | 0–0 | 1–1 | 0–1 | 4–1 | 0–0 | 1–1 | 1–2 | 1–1 | 2–3 | 1–1 | 1–0 | 2–1 | 0–0 | 0–0 | 1–0 | 0–0 |
| Angers S. C. O.      | 3–1 | 1–3 | —   | 0–0 | 2–2 | 2–0 | 0–0 | 1–0 | 2–1 | 2–0 | 1–0 | 2–0 | 2–1 | 2–1 | 0–3 | 2–0 | 3–0 | 1–1 | 3–2 | 2–0 |
| Annecy F. C.         | 2–0 | 1–1 | 1–2 | —   | 0–2 | 0–3 | 3–0 | 1–4 | 0–0 | 3–1 | 0–1 | 2–2 | 0–0 | 1–2 | 1–1 | 3–2 | 1–2 | 1–3 | 0–0 | 2–1 |
| A. J. Auxerre        | 2–0 | 0–1 | 1–0 | 4–0 | —   | 4–1 | 0–1 | 1–1 | 2–0 | 3–1 | 0–0 | 2–0 | 2–2 | 3–1 | 5–2 | 1–1 | 2–1 | 4–0 | 3–2 | 0–0 |
| U. S. Concarneau     | 2–1 | 0–0 | 2–4 | 1–1 | 1–2 | —   | 4–3 | 2–3 | 1–0 | 4–2 | 0–3 | 2–2 | 1–2 | 1–2 | 0–1 | 0–0 | 0–2 | 1–3 | 0–0 | 1–0 |
| U. S. L. Dunkerque   | 2–0 | 0–1 | 0–1 | 0–2 | 1–3 | 2–2 | —   | 0–1 | 2–2 | 0–2 | 0–0 | 1–3 | 1–0 | 1–2 | 1–0 | 0–5 | 2–2 | 0–2 | 0–1 | 2–1 |
| E. A. Guingamp       | 3–0 | 0–0 | 1–2 | 1–4 | 2–1 | 0–1 | 0–1 | —   | 0–0 | 0–0 | 2–2 | 0–1 | 4–0 | 3–3 | 2–2 | 0–1 | 1–0 | 0–1 | 2–2 | 3–0 |
| E. S. Troyes         | 3–1 | 2–0 | 1–4 | 1–1 | 1–2 | 0–0 | 1–2 | 0–1 | —   | 2–1 | 3–1 | 1–2 | 2–2 | 2–3 | 0–1 | 2–0 | 2–1 | 3–1 | 2–2 | 1–1 |
| Girondins de Burdeos | 4–0 | 2–0 | 1–0 | 3–1 | 2–4 | 1–0 | 2–0 | 1–0 | 0–1 | —   | 1–0 | 3–3 | 3–2 | 2–2 | 0–0 | 2–3 | 1–1 | 0–1 | 0–0 | 3–1 |
| Grenoble Foot        | 0–3 | 1–3 | 0–0 | 1–0 | 1–1 | 2–1 | 2–2 | 0–0 | 0–0 | 2–0 | —   | 2–0 | 0–1 | 2–1 | 0–2 | 0–0 | 5–1 | 0–2 | 2–1 | 3–3 |
| París F. C.          | 2–0 | 3–0 | 3–1 | 2–1 | 0–2 | 3–0 | 1–2 | 2–1 | 2–2 | 1–2 | 2–1 | —   | 1–1 | 2–0 | 0–0 | 1–0 | 0–2 | 0–1 | 2–2 | 2–1 |
| Pau F. C.            | 1–1 | 1–0 | 4–4 | 0–3 | 2–2 | 2–0 | 1–1 | 1–2 | 1–1 | 3–0 | 3–2 | 2–0 | —   | 2–2 | 0–1 | 1–2 | 2–3 | 3–0 | 0–2 | 3–1 |
| Rodez A. F.          | 2–0 | 2–2 | 4–1 | 1–3 | 2–0 | 2–0 | 0–0 | 0–0 | 2–1 | 2–2 | 3–1 | 1–0 | 2–1 | —   | 2–1 | 1–1 | 5–3 | 1–2 | 3–3 | 0–1 |
| A. S. Saint-Étienne  | 0–0 | 0–1 | 2–0 | 2–1 | 1–0 | 1–0 | 2–0 | 1–3 | 5–0 | 2–1 | 0–1 | 0–1 | 1–2 | 1–1 | —   | 3–2 | 1–0 | 0–0 | 2–1 | 0–0 |
| S. C. Bastia         | 1–0 | 1–2 | 2–0 | 2–1 | 0–0 | 2–0 | 1–1 | 0–0 | 3–2 | 3–1 | 1–0 | 1–1 | 1–4 | 0–2 | 0–4 | —   | 1–2 | 0–3 | 0–0 | 3–0 |
| S. M. Caen           | 3–0 | 2–0 | 2–0 | 2–1 | 1–1 | 1–0 | 1–0 | 0–1 | 0–0 | 0–1 | 1–2 | 0–1 | 2–0 | 1–0 | 1–2 | 1–0 | —   | 1–0 | 3–3 | 3–0 |
| Stade Laval          | 1–1 | 1–1 | 1–0 | 0–3 | 1–3 | 0–3 | 1–2 | 2–1 | 1–2 | 1–0 | 1–1 | 1–1 | 1–1 | 1–0 | 0–1 | 1–2 | 2–1 | —   | 2–4 | 1–0 |
| U. S. Quevilly       | 0–1 | 3–3 | 0–1 | 1–2 | 4–3 | 2–3 | 1–2 | 0–1 | 1–1 | 3–2 | 1–1 | 0–0 | 2–2 | 3–1 | 2–1 | 0–1 | 1–2 | 0–0 | —   | 0–0 |
| Valenciennes F. C.   | 1–0 | 0–1 | 0–0 | 0–0 | 1–4 | 0–1 | 0–1 | 0–0 | 1–1 | 1–2 | 2–0 | 0–1 | 1–4 | 0–2 | 0–2 | 3–1 | 2–2 | 1–1 | 2–1 | —   |

## Play-offs para laLigue 1 2024-25

### Cuadro de desarrollo
|  | Primera ronda de Ascenso | Primera ronda de Ascenso | Primera ronda de Ascenso |             |   | Segunda ronda de Ascenso | Segunda ronda de Ascenso | Segunda ronda de Ascenso |   |   | Promoción de Ascenso-Permanencia | Promoción de Ascenso-Permanencia | Promoción de Ascenso-Permanencia | Promoción de Ascenso-Permanencia | Promoción de Ascenso-Permanencia |  |
|  |                          |                          |                          |             |   |                          |                          |                          |   |   |                                  |                                  |                                  |                                  |                                  |  |
|  |                          |                          |                          |             |   |                          |                          |                          |   |   |                                  |                                  |                                  |                                  |                                  |  |
|  | 4                        | Rodez A. F.              | 2 (3)                    |             |   |                          |                          |                          |   |   |                                  |                                  |                                  |                                  |                                  |  |
|  | 4                        | Rodez A. F.              | 2 (3)                    |             |   |                          |                          |                          |   |   |                                  |                                  |                                  |                                  |                                  |  |
|  | 5                        | Paris F. C.              | 2 (2)                    |             |   |                          |                          |                          |   |   |                                  |                                  |                                  |                                  |                                  |  |
|  | 5                        | Paris F. C.              | 2 (2)                    |             | 3 | A. S. Saint-Étienne      | 2                        |                          |   |   |                                  |                                  |                                  |                                  |                                  |  |
|  |                          |                          |                          |             | 3 | A. S. Saint-Étienne      | 2                        |                          |   |   |                                  |                                  |                                  |                                  |                                  |  |
|  |                          |                          | 4                        | Rodez A. F. | 0 |                          |                          |                          |   |   |                                  |                                  |                                  |                                  |                                  |  |
|  |                          |                          | 4                        | Rodez A. F. | 0 |                          |                          |                          |   |   |                                  |                                  |                                  |                                  |                                  |  |
|  |                          |                          |                          |             |   |                          |                          |                          |   |   |                                  |                                  |                                  |                                  |                                  |  |
|  |                          |                          |                          |             |   |                          |                          |                          |   |   |                                  |                                  |                                  |                                  |                                  |  |
|  |                          |                          |                          |             |   |                          | 3                        | A. S. Saint-Étienne      | 2 | 2 | 4                                |                                  |                                  |                                  |                                  |  |
|  |                          |                          |                          |             |   |                          |                          |                          | 2 | 2 | 4                                |                                  |                                  |                                  |                                  |  |
|  |                          |                          | 16                       | F. C. Metz  | 1 | 2                        | 3                        |                          |   |   |                                  |                                  |                                  |                                  |                                  |  |
|  |                          |                          | 16                       | F. C. Metz  | 1 | 2                        | 3                        |                          |   |   |                                  |                                  |                                  |                                  |                                  |  |
|  |                          |                          |                          |             |   |                          |                          |                          |   |   |                                  |                                  |                                  |                                  |                                  |  |
|  |                          |                          |                          |             |   |                          |                          |                          |   |   |                                  |                                  |                                  |                                  |                                  |  |
|  |                          |                          |                          |             |   |                          |                          |                          |   |   |                                  |                                  |                                  |                                  |                                  |  |
|  |                          |                          |                          |             |   |                          |                          |                          |   |   |                                  |                                  |                                  |                                  |                                  |  |
|  |                          |                          |                          |             |   |                          |                          |                          |   |   |                                  |                                  |                                  |                                  |                                  |  |
|  |                          |                          |                          |             |   |                          |                          |                          |   |   |                                  |                                  |                                  |                                  |                                  |  |
|  |                          |                          |                          |             |   |                          |                          |                          |   |   |                                  |                                  |                                  |                                  |                                  |  |
|  |                          |                          |                          |             |   |                          |                          |                          |   |   |                                  |                                  |                                  |                                  |                                  |  |
|  |                          |                          |                          |             |   |                          |                          |                          |   |   |                                  |                                  |                                  |                                  |                                  |  |
|  |                          |                          |                          |             |   |                          |                          |                          |   |   |                                  |                                  |                                  |                                  |                                  |  |

### Primera ronda
| 21 de mayo de 2024 | Rodez A. F.                                            | 2:2 (2:2, 2:1) (t. s.)(3:2 p.) | Paris F. C.                                           | Stade Paul-Lignon, Rodez      |                               |
| 20:30 CEST         | Danger 8' · Corredor 33'                               |                                | Dicko 4' · Dabila 90+6'                               | Árbitro(s): Hakim Ben El Hadj | Árbitro(s): Hakim Ben El Hadj |
|                    |                                                        | Tiros desde el punto penal     |                                                       |                               |                               |
|                    | Raux-Yao · Buadés · Haag · Danger · Corredor · Verdier |                                | Gaudin · Doucet · Hamel · Mandouki · Jabbari · Camara |                               |                               |

### Segunda ronda
| 24 de mayo de 2024 | A. S. Saint-Étienne       | 2:0 (0:0) | Rodez A. F. | Estadio Geoffroy-Guichard, Saint-Étienne |                            |
| 20:30 CEST         | Cardona 64' · Mbuku 90+6' |           |             | Árbitro(s): Thomas Léonard               | Árbitro(s): Thomas Léonard |

### Tercera ronda
| Ida; 30 de mayo de 2024 | A. S. Saint-Étienne       | 2:1 (1:1) | F. C. Metz | Estadio Geoffroy-Guichard, Saint-Étienne |                           |
| 20:30 CEST              | Sissoko 19' · Cardona 80' |           | Traoré 45' | Árbitro(s): Benoît Millot                | Árbitro(s): Benoît Millot |

| Vuelta; 2 de junio de 2024 | F. C. Metz                         | 2:2 (2:1, 2:1) (t. s.)(Global 3:4) | A. S. Saint-Étienne     | Stade Saint-Symphorien, Metz |                            |
| 20:30 CEST                 | Camara 17' · Mikautudze 25' (pen.) |                                    | Pétrot 35' · Wadji 116' | Árbitro(s): Jérôme Brisard   | Árbitro(s): Jérôme Brisard |

- A. S. Saint-Étienne ganó por 4–3 en el marcador global. Por lo tanto, A. S. Saint-Étienne ascendió a la Ligue 1 y el F. C. Metz descendió a la Ligue 2, para la temporada 2024-25.

## Datos y estadísticas

### Récords
- Primer gol de la temporada:
- Último gol de la temporada:
- Gol más rápido:
- Gol más cercano al final del encuentro:
- Mayor número de goles marcados en un partido:
- Partido con más espectadores:
- Partido con menos espectadores:
- Mayor victoria local:
- Mayor victoria visitante:

### Máximos goleadores
Actualizado el 17 de mayo de 2024.
| Pos. | Jugador            | Equipo           | Goles | Part. | Prom. |
| ---- | ------------------ | ---------------- | ----- | ----- | ----- |
| 1    | Alexandre Mendy    | SM Caen          | 22    | 37    | 0.59  |
| 2    | Louis Mafouta      | Amiens           | 15    | 34    | 0.44  |
| 2    | Ado Onaiwu         | Auxerre          | 15    | 34    | 0.44  |
| 4    | Loïs Diony         | Angers           | 15    | 35    | 0.43  |
| 4    | Moussa Sylla       | Pau              | 15    | 35    | 0.43  |
| 6    | Andréas Hountondji | Rodez            | 14    | 34    | 0.41  |
| 7    | Ibrahim Sissoko    | Saint-Étienne    | 12    | 29    | 0.41  |
| 8    | Kalifa Coulibaly   | Union Quevilly   | 12    | 30    | 0.4   |
| 9    | Pape Ba            | Union Concarneau | 12    | 31    | 0.39  |
| 10   | Sambou Soumano     | Union Quevilly   | 12    | 36    | 0.33  |
| 11   | Migouel Alfarela   | Bastia           | 12    | 37    | 0.32  |
| 12   | Killian Corredor   | Rodez            | 12    | 38    | 0.32  |

### Máximos asistentes
Actualizado el 19 de diciembre de 2023.
| Pos. | Jugador             | Equipo               | Goles | Part. | Prom. |
| ---- | ------------------- | -------------------- | ----- | ----- | ----- |
| 1    | Ilan Kebbal         | Paris                | 11    | 37    | 0.3   |
| 2    | Gaëtan Perrin       | Auxerre              | 10    | 38    | 0.26  |
| 3    | Gauthier Hein       | Auxerre              | 9     | 37    | 0.24  |
| 4    | Alimami Gory        | Paris                | 8     | 29    | 0.28  |
| 5    | Mathieu Cafaro      | Saint-Étienne        | 8     | 34    | 0.24  |
| 6    | Zuriko Davitashvili | Girondins de Burdeos | 8     | 37    | 0.22  |
| 6    | Paul Joly           | Auxerre              | 8     | 37    | 0.22  |
| 8    | Thibaut Vargas      | Stade Laval          | 8     | 38    | 0.21  |

### Autogoles
| Fecha | Jugador | Minuto | Local | Resultado | Visitante | Jornada |
| ----- | ------- | ------ | ----- | --------- | --------- | ------- |

| Datos actualizados a 28 de febrero de 2023 |

### Hat-tricks o pókers
Aquí se encuentra la lista de hat-tricks y póker de goles (en general, tres o más goles marcados por un jugador en un mismo encuentro) conseguidos en la temporada.
| Fecha      | Jugador          | Goles         | Local     | Resultado | Visitante     | Jornada    |
| ---------- | ---------------- | ------------- | --------- | --------- | ------------- | ---------- |
| 26/08/2023 | Alexandre Mendy  | 36' 45' 63'   | Caen      | 3 – 0     | Ajaccio       | Jornada 4  |
| 11/11/2023 | Ado Onaiwu       | 3' 36' 66'    | Auxerre   | 5 – 2     | Saint Etienne | Jornada 14 |
| 05/12/2023 | Migouel Alfarela | 13' 68' 90+2' | Dunkerque | 0 – 5     | Bastia        | Jornada 17 |

## Premios

### Jugador del mes
| Mes        | Primero         | Primero             | Segundo        | Segundo         | Tercero          | Tercero       |
| Mes        | Jugador         | Equipo              | Jugador        | Equipo          | Jugador          | Equipo        |
| ---------- | --------------- | ------------------- | -------------- | --------------- | ---------------- | ------------- |
| Agosto     | Alexandre Mendy | S. M. Caen          | Gauthier Hein  | A. J. Auxerre   | Gaël Kakuta      | Amiens S. C.  |
| Septiembre | Gauthier Hein   | A. J. Auxerre       | Loïs Diony     | Angers S. C. O. | Malik Tchokounté | Stade Laval   |
| Octubre    | Ibrahim Sissoko | A. S. Saint-Étienne | Himad Abdelli  | Angers S. C. O. | Pape Meïssa Ba   | Grenoble Foot |
| Noviembre  | Loïs Diony      | Angers S. C. O.     | Khalid Boutaïb | Pau F. C.       | Jessy Bénet      | Grenoble Foot |
| Diciembre  |                 |                     |                |                 |                  |               |
| Enero      |                 |                     |                |                 |                  |               |
| Febrero    |                 |                     |                |                 |                  |               |
| Marzo      |                 |                     |                |                 |                  |               |
| Abril      |                 |                     |                |                 |                  |               |

## Fichajes

### Fichajes más caros del mercado de verano
| Jugador             | Club de destino      | Club de origen    | Precio (€) | Ref.   |
| ------------------- | -------------------- | ----------------- | ---------- | ------ |
| Abdoulaye Ndiaye    | Espérance Troyes     | Olympique de Lyon | 3.500.000  | [ 33 ] |
| Aliou Badji         | Girondins de Burdeos | Amiens S. C.      | 3.000.000  |        |
| Žan Vipotnik        | Girondins de Burdeos | Maribor           | 2.700.000  | [ 34 ] |
| Pedro Díaz Fanjul   | Girondins de Burdeos | Sporting de Gijón | 2.200.000  | [ 35 ] |
| Niels Nkounkou      | A. S. Saint-Étienne  | Everton           | 2.000.000  |        |
| Ilan Kebbal         | París F. C.          | Stade de Reims    | 2.000.000  |        |
| Florian Ayé         | A. J. Auxerre        | Brescia Calcio    | 1.500.000  | [ 36 ] |
| Zuriko Davitashvili | Girondins de Burdeos | Dinamo Batumi     | 1.250.000  | [ 37 ] |
| Jérémy Livolant     | Girondins de Burdeos | En Avant Guingamp | 1.250.000  |        |
| Mouhamed Diop       | Espérance Troyes     | Kocaelispor       | 1.100.000  |        |

| Datos actualizados a 5 de agosto de 2023. Fuentes: |

### Fichajes más caros del mercado de invierno
| Jugador | Club de destino | Club de origen | Precio (€) |
| ------- | --------------- | -------------- | ---------- |

| Datos actualizados a 28 de febrero de 2023. Fuentes: |